# Pur Hasard
Pur Hasard est une nouvelle d’Anton Tchekhov, parue en 1886.

## Historique
Pur Hasard  est initialement publiée dans la revue russe Temps nouveaux, numéro 3793, du 20 septembre 1886, signée A.Tchekhov. Aussi traduit sous le titre Un incident sans importance. Autre traduction connue sous le titre Vaine Affaire. 

## Résumé
Le narrateur et le prince Serguéï Ivanytch arrivent dans la forêt de Chabelski pour chasser. Ils sont arrêtés par Grontovski, comptable principal de Mme Kandourina née Chabelski, propriétaire de l’endroit. Les deux hommes vont la voir pour obtenir une dérogation.
Le prince est un homme solitaire qui a très mal géré son bien. Il est à présent ruiné. Il y a cinq ans, mademoiselle Chabelski était amoureuse du prince : que s’est-il passé entre eux ?
Le narrateur entre dans le manoir de Mme Kandourina qui refuse la dérogation : elle est contre la chasse. Mais quand il lui dit que le prince l’accompagne et attend dehors, elle le cherche des yeux et ne le quitte plus. Elle est visiblement encore amoureuse de lui.
Le narrateur la quitte. Elle lui fait passer un mot l’autorisant à chasser.

## Édition française
- Pur Hasard, traduit par Madeleine Durand et Édouard Parayre, révision de Lily Dennis, éditions Gallimard, Bibliothèque de la Pléiade, 1967  (ISBN 978 2 07 0105 49 6).